# Samurai Sentai Shinkenger
Samurai Sentai Shinkenger (侍戦隊シンケンジャー (Thị Chiến đội Shinkenger) Samurai Sentai Shinkenjā, [α]) dịch ra là Chiến đội Samurai Shinkenger, là series Super Sentai thứ 33 do Toei Company sản xuất, được phát sóng từ ngày 15/2/2009 đến ngày 7/2/2010, song song với Kamen Rider Decade trong giờ phim Super Hero Time của TV Asahi. Chủ đề của bộ phim là võ kendo và samurai. Khẩu hiệu của bộ phim là "Thiên Hạ Ngự Miễn!!" (天下御免, Tenkagomen). Bản Mỹ là Power Rangers Samurai và Power Rangers Super Samurai. Bộ phim được thuyết minh và phát hành tại Việt Nam bởi hãng phim Phương Nam với tên Shinkenger - Siêu nhân Thần kiếm. Chữ thần kiếm được dịch từ chữ katakana shinken (シンケン), và viết theo kanji là 真剣 (Chân Kiếm). Đây cũng là series Super Sentai đầu tiên có tập phim giao thoa với series Kamen Rider được phát sóng song song, mở đầu cho các phần phim team-up giữa Super Sentai và Kamen Rider sau này. Đây là bộ phim Super Sentai đầu tiên quay ở 720p thay vì 480p như trước.

## Câu chuyện
Trong suốt mười tám thế hệ, những samurai của gia tộc Shiba (志葉家, Shiba Ke) đã luôn chiến đấu ngăn chặn những mưu đồ xấu xa của thế lực Gedoushu, những linh hồn tà ác với khả năng xuất hiện ở thế giới loài người qua những khe hở trên các công trình kiến trúc. Ở thời điểm hiện tại, Shiba Takeru, vị tộc chủ trẻ tuổi của gia tộc Shiba phải triệu hồi bốn người chư hầu (家臣, kashin) để chiến đấu chống lại bè lũ Gedoushu, nay với tên lãnh đạo Chimatsuri Doukoku đã hồi sinh, dưới tư cách những Shinkenger. Tuy nhiên, khi chiến đội Shinkenger thu nhận thêm thành viên thứ sáu là Umemori Genta, những người chư hầu dần hiểu ra rằng đằng sau sự lạnh lùng, xa cách của tộc chủ Takeru là một lý do gì đó, thứ khiến anh khác biệt hoàn toàn so với những tộc chủ tiền nhiệm.

## Nhân vật

### Shinkenger

6 Shinkenger

Danh hiệu của những chiến binh Shinkenger đã được thành lập và tiếp nối trong suốt mười tám thế hệ để bảo vệ thế giới khỏi bè lũ Gedoushu, những sinh vật ma quỷ từ dòng sông Sanzu. Các chiến binh Shinkenger của gia tộc Shiba sử dụng nguồn sức mạnh dựa trên Hán tự gọi là Văn Lực (モヂカラ, Mojikara), thứ được lưu truyền qua các thế hệ (và hiện tại là thuộc thế hệ thứ mười tám). Khi đã chọn con đường của một Shinkenger, những chiến binh bắt buộc phải gác lại cuộc sống của ngày trước để bảo vệ sự an toàn của gia đình và bạn bè khỏi tầm ngắm của Gedoushu. Dinh thự của gia tộc Shiba được bảo vệ bởi một màn chắn Văn Lực 'thủ' (守, mamoru). Họ sử dụng Chuông Khích Gian (隙間センサー, Sukima Sensā) để nhận biết mỗi khi có Gedoushu xuất hiện và xác định vị trí của chúng.
Những Shinkenger thuộc đội hình chính sử dụng Điện thoại Thư đạo (ショドウフォン, Shodō Fon) ở Chế độ Bút (筆モード, Fude Mōdo) để vận dụng Văn Lực cho mục đích biến thân hoặc để triệu hồi những vật phẩm nhất định dựa trên Hán tự họ chọn viết. Khi không sử dụng, điện thoại sẽ ở Chế độ Huề đới (携帯モード, Keitai Mōdo) như một thiết bị liên lạc cơ bản. Vũ khí chung của chiến đội là Shinkenmaru (シンケンマル), một thanh katana dựa trên thiết bị praxinoscope, cho phép họ phát huy sức mạnh trong những chiếc Đĩa Bí truyền, cũng như những chiêu thức nguyên tố cá nhân. Sử dụng Đĩa Bí truyền cá nhân cho phép một Shinkenger thực hiện chiêu thức La Toàn Chi Thái Đao (螺旋之太刀, Rasen no Tachi) dựa trên sức mạnh nguyên tố mà chiếc đĩa biểu hiện. Năm thanh Shinkenmaru sử dụng La Toàn Chi Thái Đao có thể được sử dụng cùng lúc trong chiêu thức Ngũ Trọng Chi Thái Đao (五重之太刀, Gojū no Tachi) hoặc Ngũ Sắc Chi Vũ (五色之舞, Goshiki no Mai), nếu có bốn thanh thì có thể sử dụng Tứ Liên Trảm (四連斬り, Yonren Giri) và Tứ Trọng Chi Thái Đao (四重之太刀, Yonjū no Tachi). Khi kết hợp với Shinken Gold, họ có thể thi triển chiêu thức Lục Liên Trảm (六連斬り, Rokuren Giri).
Sau khi sở hữu trang bị Ấn Lung Hoàn (インロウマル, Inrōmaru) từ đền Tengen và Genta hoàn chỉnh thiết bị ấy, mỗi Shinkenger trong đội hình chính có thể sử dụng thiết bị để hóa thân thành Super Shinkenger (スーパーシンケンジャー, Sūpā Shinkenjā), một dạng được trang bị áo khoác trắng để giúp họ đuơng đầu với sức mạnh ngày một tăng tiến của bè lũ Gedoushu và sử dụng những chiêu thức nguyên tố siêu cấp. Khi biến thân sang hình thái này, người sử dụng kết hợp Ấn Lung Hoàn với Shinkenmaru để tạo thành Super Shinkenmaru (スーパーシンケンマル, Sūpā Shinkenmaru), thứ giúp họ thi triển những phiên bản cao cấp hơn của chiêu thức La Toàn Chi Thái Đao. Sử dụng Đĩa Khủng Long cũng giúp họ hóa thân thành hình dạng trang bị áo khoác đỏ gọi là Hyper Shinkenger (ハイパーシンケンジャー, Haipā Shinkenjā), cùng với đó là vũ khí của họ sẽ biến thành Kyoryumaru (キョウリュウマル, Kyōryūmaru), một phiên bản của Shinkenmaru với khả năng vuơn dài lưỡi kiếm để tấn công linh hoạt.
Shiba Takeru (志葉 丈瑠 (Chí Diệp Trượng Lưu)) - Shinken Red (シンケンレッド Shinken Reddo)
Nhân vật chính của series, là một chàng trai trẻ được các chư hầu gọi bằng kính ngữ 'Tộc chủ' (殿, Tono). Anh được nuôi dạy từ nhỏ bởi Kusakabe Hikoma để giữ chức tộc chủ đời thứ mười tám của tộc Shiba, sau khi người cha quá cố trao lại cho anh Shishi Origami. Tuổi thơ không mấy êm đẹp đó đã khiến Takeru tạo ra một vỏ bọc có phần kiêu ngạo với kẻ khác. Dù ban đầu, anh không hề muốn phải trệu tập các chư hầu vì không muốn ai phải liên lụy vào những trận chiến sinh tử, anh đã cho họ lựa chọn hoặc là trở về, hoặc là trở thành Shinkenger vì họ tự nguyện chứ không phải vì bắt buộc, miễn là họ sẵn sàng hoàn thành nhiệm vụ đến phút cuối. Tới thời điểm Genta gia nhập, Takeru bắt đầu hoài nghi về vẻ ngoài lạnh lùng của mình, rằng nó có thật sự giúp anh mạnh lên hay không, cùng với việc anh nhận ra bản thân có nhiều điểm tuơng đồng với Juzou trước khi đánh bại hắn. Dù không thể hiện ra rõ ràng, nhưng Takeru là một người hết sức quan tâm đến các chư hầu, và khi Genta gia nhập, anh cũng mở lòng hơn với họ. Tuy nhiên, trong một trận quyết chiến với Juzou, Takeru đã bắt đầu trân trọng sinh mạng của bản thân hơn, điều mà theo Juzou là đã làm anh yếu đi, một lần nữa khiến Takeru nghi hoặc bản thân. Thực ra, Takeru chỉ là một kagemusha của tộc chủ đời thứ mười tám thật sự của tộc Shiba, Kaoru, người mà khi cha anh mất vẫn chưa chào đời, và anh được chọn nhờ sự thuần thục Văn Lực cũng như tài nghệ kiếm thuật của anh. Khi Kaoru bị trọng thuơng sau nỗ lực sử dụng Mẫu Tự Phong Ấn lên Doukoku, cô đã nhận nuôi Takeru, khiến anh trở thành chức tộc chủ đời thứ mười chín của tộc Shiba. Sau khi tiêu diệt Doukoku ở trận chiến cuối cùng, Takeru từ biệt Kaoru và các chư hầu, và tiếp tục sống ở dinh thự tộc Shiba cùng Hikoma, tiếp tục tháng ngày của một samurai chân chính.

Hóa thân thành Hỏa Kiếm Sĩ (火の侍, Hi no Samurai), Shinken Red (シンケンレッド, Shinken Reddo), vũ khí cá nhân của Takeru là Liệt Hỏa Đại Trảm Đao (烈火大斬刀, Rekka Daizantō), thứ giúp anh thi triển chiêu thức Bách Hỏa Liễu Loạn (百火繚乱, Hyakka Ryōran) trong hình thái dựa trên thanh trảm mã đao, gọi là Chế độ Đại Trảm Đao (大斬刀モード, Daizantō Mōdo), của vũ khí. Khi sử dụng một chiếc đĩa phụ trợ khác, Liệt Hỏa Đại Trảm Đao có thể hóa thành Chế độ Đại Đồng (大筒モード, Ōzutsu Mōdo), thứ có thể giữ những đĩa cá nhân của các thành viên khác để thi triển chiêu thức kết liễu Ngũ Liên Đạn (五輪弾, Gorindan), hoặc Lục Liên Đạn (六輪弾, Rokurindan) nếu thêm cả Đĩa Ô Tặc của Shinken Gold. Trang bị Đĩa Bí Truyền với Văn Lực 'Song' (双, Sō) do Tanba tạo ra, vũ khí có thể được nhân đôi. Trong màn giao lưu với Kamen Rider Decade, Shinken Red sử dụng Blade Blade (ブレイドブレード, Bureido Burēdo) thay cho Liệt Hỏa Đại Trảm Đao mà anh cho Rider mượn để kết liễu Chinomanako Diend. Takeru cũng có những hình thái nâng cấp sau:
- Super Shinken Red (スーパーシンケンレッド, Sūpā Shinken Reddo): Hình thái nâng cấp chính của Takeru từ Ấn Lung Hoàn. Ngoài vũ khí Super Shinkenmaru, anh còn sử dụng Mougyu Bazooka (モウギュウバズーカ, Mōgyū Bazūka) như một vũ khí phụ, và kết hợp cả hai món để tạo thành Super Mougyu Bazooka (スーパーモウギュウバズーカ, Sūpā Mōgyū Bazūka) nhằm thi triển chiêu kết liễu Ngoại Đại Phúc Diệt (外道覆滅, Gedō Fukumetsu) .
- Hyper Shinken Red (ハイパーシンケンレッド, Haipā Shinken Reddo): Hình thái nâng cấp thứ hai của Takeru từ Đĩa Khủng Long, cho phép anh thi triển chiêu thức Thiên Địa Nhất Thiểm (天地一閃, Tenchi Issen). Trong Tensou Sentai Goseiger vs. Shinkenger: Epic on Ginmaku, anh thi triển chiêu thức Chân Lục Trọng Chi Thái Đao (真六重之太刀, Shin Rokujū no Tachi) cùng với Super Shinken Blue, Pink, Green, Yellow, và Gold.
- Gedou Shinken Red (外道シンケンレッド, Gedō Shinken Reddo): Một hình thái đặc biệt với áo khoác đen mà Takeru có sau khi bị tẩy não bởi Dark Gosei Power của Brajira để buộc anh hợp lực trong công cuộc nhấn chìm Gosei World trong nước sông Sanzu. Takeru vẫn giữ những vũ khí cơ bản của mình trong hình thái này.

Ikenami Ryūnosuke (池波 流ノ介 (Trì Ba Lưu Chi Giới)) - Shinken Blue (シンケンブルー Shinken Burū)
Một chàng trai trẻ từ bỏ giấc mơ trở thành diễn viên kabuki để hoàn thành nghĩa vụ phụng sự cho tộc Shiba. Vì sự dạy dỗ nghiêm ngặt và chỉn chu của cha mẹ mà Ryunosuke là một người vô cùng nhiệt tình và rất nghiêm túc trong vai trò chư hầu của Takeru. Ryunosuke cũng là người lên ý tưởng cho những hợp thể, xuất phát từ việc nghĩ ra cách hợp nhất các Origami để tạo thành Thiên Không Chân Kiếm Vuơng, và sau đó là Kiếm Sĩ Bá Vương. Ban đầu, anh không hề mở lòng với Genta, cho rằng Genta chỉ là một samurai học đòi. Chính vì vậy mà Ryunosuke thường là người lãnh đạo các chư hầu khác khi Takeru vắng mặt. Khi Kaoru xuất hiện, Ryunosuke đã trở nên bối rối, không biết nên theo phò tá ai, bởi anh đã thề sẽ đặt sinh mạng vào tay của tộc chủ tộc Shiba. Sau khi nhận được những lời khuyên giúp anh tỉnh ngộ, anh quyết định đặt sinh mạng vào tay Takeru. Sau trận chiến cuối cùng, Ryunosuke thực hiện một bài vũ đậo từ biệt phong cách kabuki để tạm biệt vị tộc chủ và trở về, tiếp tục với ước mơ diễn viên kabuki.

Hoá thân thành Thuỷ Kiếm Sĩ (水の侍, Mizu no Samurai), Shinken Blue (シンケンブルー, Shinken Burū), vũ khí cá nhân của Ryunosuke là Thuỷ Tiễn (ウォーターアロー, Wōtā Arō), cho phép anh thi triển chiêu thức Minh Cảnh Chi Thuỷ (明鏡止水, Meikyō Shisui), cũng như chiêu thức Kiếm Sĩ Thiểm Quang Ba (侍閃光波, Samurai Senkōha) khi kết hợp với Shinken Pink, Green, Yellow, và Gold. Anh cũng có thể mượn Ấn Lung Hoàn để trở thành Super Shinken Blue (スーパーシンケンブルー, Sūpā Shinken Burū).

Shiraishi Mako (白石 茉子 (Bạch Thạch Mạt Tử)) - Shinken Pink (シンケンピンク Shinken Pinku)
Một cô gái mạnh mẽ, luôn sẵn sàng đấu tranh vì lẽ phải của bản thân. Cô rất yêu thương trẻ em và từng làm việc ở trường mẫu giáo trước khi trở thành Shinkenger. Thuở nhỏ, cô không có một tuổi thơ êm đẹp khi cha mẹ cô chuyển đến Hawaii mà không nói một lời, để lại cô cho bà chăm sóc và dạy cho cô võ sĩ đạo. Chiaki và Kotoha luôn xem cô như hình tượng chị gái trong gia đình; Chiaki còn công khai xưng hô với cô như thế. Dù cô có kỹ năng nấu nướng rất tệ (không thành viên nam nào trong nhóm có thể an toàn ăn món cô nấu), Mako luôn cố gắng hết mình để hiện thực hoá ước mơ làm một người vợ, một người mẹ tốt. Về sau, Mako gặp lại cha mẹ và biết được rằng mẹ của cô đã bị liệt nửa thân dưới sau thời gian làm Shinken Pink tiền nhiệm. Sau cuộc tái ngộ và tái gấn kết với mẹ của mình, Mako đã có cho bản thân một sự quyết tâm mới trong việc đánh bại bè lũ Gedoushu. Nhờ tinh cách dịu dàng của mình, cô có thể đọc vị người khác rất tốt, nhất là Takeru, và luôn sẵn sàng cho ý kiến về tình huống mỗi khi cần. Sau trận chiến cối cùng, Maku đến Hawaii sống cùng cha mẹ.

Hoá thân thành Thiên Kiếm Sĩ (天の侍, Ten no Samurai), Shinken Pink (シンケンピンク, Shinken Pinku), vũ khí cá nhân của Mako là Thiên Phiến (ヘブンファン, Hebun Fan), cho phép cô thực hiện chiêu thức Bách Lực Mãn Thiên (迫力満天, Hakuryoku Manten). Cô có thể mượn Ấn Lung Hoàn để hoá thân thành Super Shinken Pink (スーパーシンケンピンク, Sūpā Shinken Pinku). Trong Tensou Sentai Goseiger vs. Shinkenger: Epic on Ginmaku, cô thực hiện chiêu thức Pink Double Attack (ピンクダブルアタック, Pinku Daburu Atakku) cùng Gosei Pink.

Tani Chiaki (谷 千明 (Cốc Thiên Minh)) - Shinken Green (シンケングリーン Shinken Gurīn)
Mọt chàng trai có phần lười biến, vô trách nhiệm, ích kỷ, và nổi loạn. Thời điểm đầu, Chiaki không hề hứng thú trong việc trở thành chư hầu cho Takeru, và thường xuyên gây gổ với anh ta. Lý do duy nhất mà cậu hợp tác với Takeru là vì cậu nghĩ nó sẽ thú vị và cậu cũng muốn bảo vệ người khác. Ngỗ nghịch là vậy, nhưng Chiaki lại là một chiến lược gia lợi hại, và sau này cậu cũng tôn trọng Takeru hơn, thậm chí xem anh là đối thủ khi nhận ra giới hạn của bản thân, tự hứa sẽ vượt mặt Takereu về mặt kỹ thuật một ngày nào đó. Chiaki mất mẹ từ sớm và được nuôi dạy bởi cha của mình, người đã ươm mầm trong cậu sự yêu thích võ thuật. Dù không được huấn luyện chỉn chu, cậu vẫn là một chiến lược gia tài ba và thích nghi với những đòn đánh bất ngờ rất tốt, nhờ sự sáng tạo và tính cách phóng khoáng, tự do của cậu. Khi Genta gia nhập, Chiaki là người đầu tiên đồng thuận cho anh vào nhóm. Chiaki cũng thường hành xử có phần bảo bọc với Kotoha, thậm chí tỏ ra khó chịu khi bạn của Genta tỏ ý thích cô ấy. Mặc dù thường xuyên cãi vả với Ryunosuke, Chiaki rất tôn trọng anh ở mảng tài nghệ; thực ra, cả hai hiểu nhau đến độ họ có thể cùng nhau phối hợp vô cùng ăn ý. Những khi rỗi rãi, hoặc khi bối rối, cậu thường chơi Tekken 6: Bloodline Rebellion. Cậu thích quần áo lướt song của Mỹ và thường mặc đồ của hãng Vans, và đặc biệt là Gotcha, khi phần lớn các tập phim, cậu mặc những chiếc áo vintage của hãng này. Sau trận chiến cuối cùng, cậu dự định sẽ thi đầu vào đại học

Hoá thân thành Mộc Kiếm Sĩ (木の侍, Ki no Samurai), Shinken Green (シンケングリーン, Shinken Gurīn), vũ khí cấ nhân của Chiaki là Mộc Thương (ウッドスピア, Uddo Supia), cho phép cậu thi trển chiên thức Đại Mộc Vãn Thành (大木晩成, Taiki Bansei) và Mộc Diệp Ẩn (木の葉隠し, Konoha Kakushi). Ngoài ra, cậu còn có cấc hình thái nâng cấp sau:
- Super Shinken Green (スーパーシンケングリーン, Sūpā Shinken Gurīn): Hình thái nâng cấp chính của Chiaki từ Ấn Lung Hoàn.
- Hyper Shinken Green (ハイパーシンケングリーン, Haipā Shinken Gurīn): Hình thái nâng cấp thứ hai của Chiaki từ Đĩa Khủng Long.

Hanaori Kotoha (花織 ことは (Hoa Chức Cầm Diệp)) - Shinken Yellow (シンケンイエロー Shinken Ierō)
Thành viên trẻ nhất nhóm, chỉ mới 16 tuổi khi gia nhập, Kotoha là một cô gái vụng về nhung hiền dịu, cô từng làm việc trong tiệm đồ tre nứa và có giọng vùng Kyoto (京都弁, Kyōtoben). Khi còn nhỏ, cô từng rất yếu đuối, và cô cũng rất thân với chị gái Mitsuba, người ban đầu vốn được chọn làm Shinken Yellow. Tuy nhiên, khi Mitsuba đổ bệnh, Kotoha đã trở thành chư hầu của Takeru thay cho chị. Kotoha vô cùng tôn trọng Takeru và luôn muốn giúp đỡ anh hết sức có thể. Cô có lòng tự trọng khá thấp; thậm chí tin rằng mình là một kẻ ngốc nghếch (từng cho rằng bản thân chỉ giỏi kiếm pháp và thổi sáo), và thường cảm thấy mình chỉ là gánh nặng của cả nhóm, bất chấp tình yêu thương mà mọi người dành cho cô. Kotoha rất thần tượng Mako và luôn cố gắng trở thành giống như người chị của nhóm. Kotoha thường nghĩ rằng nếu chị Mitsuba không mắc bệnh thì nhóm Shinkenger có lẽ sẽ trở nên mạnh hơn. Tuy nhiên, lá thư từ người chị gái đã giúp Kotoha tự tin hơn, cho rằng cô mới là Shinken Yellow thật sự. Sau trận chiến cuối cùng, Kotoha trở về với người chị Mitsuba.
Hoá thân thành Thổ Kiếm Sĩ (土の侍, Tsuchi no Samurai), Shinken Yellow (シンケンイエロー, Shinken Ierō), vũ khí cá nhân của Kotoha là Thổ Thái Đao (ランドスライサー, Rando Suraisā), cho phép cô thi triển chiêu thức Phấn Đấu Thổ Lực (奮闘土力, Funtō Doryoku). Cô cũng có thể mượn Ấn Lung Hoàn để trở thành Super Shinken Yellow (スーパーシンケンイエロー, Sūpā Shinken Ierō).
Umemori Genta (梅盛 源太 (Mai Thịnh Nguyên Thái)) - Shinken Gold (シンケンゴールド Shinken Gōrudo)
Là con trai của một thợ làm sushi, nguòi đã mất tích bí ẩn trước khi series bắt đầu, và là bạn thân thời thơ ấu của Takeru. Khi còn nhỏ, Genta thường vào chơi những khi Takeru đang tập luyện, điều làm Hikoma vô cùng khó chịu. Genta đã từng hứa sẽ giúp Takeru trở thành samurai, và Takeru cũng tin tưởng tặng cho anh Ô Tặc Đĩa. Nhiều năm sau, anh thừa kế chiếc xe bán sushi Gold Zushi (ゴールド寿司, Gōrudo Zushi) và đã tự mình phát triển hệ thống Văn Lực Điện Tử (電子のモヂカラ, Denshi no Mojikara), sử dụng Sushi Changer (スシチェンジャー, Sushi Chenjā) để nhập Hán tự mình cần. Các Shinkenger khác ban đầu có phần ngờ vực Genta tới khi anh chính thức giới thiệu bản thân là Shinken Gold, sau khi cứu họ khỏi một tên Ayakashi mạnh mẽ. Dù ban đầu Takeru có phần lưỡng lự, sau cùng anh cũng cho Genta cơ hội thực hiện lời hứa và tham gia chiến đội. Genta cho rằng mình là bạn thân của Takeru, dù tính cách hai người hoàn toàn trái ngược: Genta tăng động, hướng ngoại bao nhiêu thì Takeru lại lãnh đạm, hướng nội bấy nhiêu. Khi Kaoru hiện diện, Genta lập tức không chấp nhận cô vì tình bạn với Takeru, nhưng sau đó đã đồng ý chiến đấu cùng cô khi biết rằng cô là một người tốt. Sau trận chiến cuối cùng, Genta rời đi để mở một nhà hàng cùng DaiGoyou ở Pháp để thực hiện hóa ước mơ cả đời của anh là nhận được đánh giá ba sao của Michelin Guide.

Khác với các Shinkenger chính, Genta sửa dụng đĩa cá nhân Sushi Disk cùng với Sushi Changer để truy cập trạng thái giống nigirizushi của chiếc điện thoại, Chế độ Sushi (スシモード, Sushi Mōdo) và hóa thân thành Quang Kiếm Sĩ (光の侍, Hikari no Samurai), Shinken Gold (シンケンゴールド, Shinken Gōrudo). Trong Chế độ Shari, Genta có thể sử dụng Văn Lực Điện Tử để bù cho việc anh không có khả năng thư pháp. Trong chiến đấu, Genta sử dụng những trang bị theo chủ đề sushi, như đũa phát nổ mà anh thường dùng để tấn công tầm xa. Vũ khí cá nhân của anh là thanh tanto theo hình dạng cá ngừ (魚, sakana) mang tên Sakanamaru (サカナマル), cho phép anh triệt hạ một nhóm Nanashi đông đảo qua kỹ thuật Iaido. Ngoài ra, Genta cũng có những hình thái nâng cấp sau:
- Hyper Shinken Gold (ハイパーシンケンゴールド, Haipā Shinken Gōrudo): Hình thái nâng cấp Genta có được trong tập đặc biệt Samurai Sentai Shinkenger: The Light Samurai's Surprise Transformation. Tuơng tự các Shinkenger chính, thanh Sakanamaru của anh có thể biến thành Kyoryumaru, cho phép anh thi triển chiêu thức Hoàng Kim Nhất Thiển (黄金一閃, Ōgon Issen).
- Super Shinken Gold (スーパーシンケンゴールド, Sūpā Shinken Gōrudo): Hình thái nâng cấp Genta có được trong Tensou Sentai Goseiger vs. Shinkenger: Epic on Ginmaku. Tuy bình thường, anh không thể sử dụng hình thái này vì không có Shinkenmaru, nhưng hình thái này được ban cho anh nhờ Super Change Gosei Card của nhóm Goseiger.

### Nhân vật khác
Kusakabe Hikoma (日下部 彦馬 (Nhật Há Bẫu Ngạn Mã))
Quản gia của nhà Shiba, là người chăm sóc, huấn luyện Takeru cùng 5 hộ vệ. Ông rất nghiêm khắc với các Shinkenger, thậm chí cả với Thiếu chủ của mình, nhưng cũng rất quan tâm và luôn chăm sóc chu đáo cho họ. Ông còn là người rất trung thành, nhất là với Thiếu chủ Takeru. Ông giấu kín thân phận thế thân của Takeru từ lúc anh là một cậu bé đến lúc trưởng thành, luôn ở bên cạnh anh với lý tưởng "Dù cậu có thế nào, cậu vẫn luôn là Thiếu chủ của tôi".
Shiba Kaoru (志葉 薫 (Chí Diệp Huân)) - Shinken Red (シンケンレッド Shinken Reddo)
Tộc chủ đời thứ mười tám thật sự của tộc Shiba, dù Takeru là người giữ chức thay cho cô. Cô được các chư hầu gọi bằng kính ngữ 'Công chúa' (姫, Hime). Vì là tộc chủ thật sụ, Kaoru là người nắm rõ thông tin về Mẫu Tự Phong Ấn (封印の文字, Fūin no Moji), còn được biết đến là Ngoại Đạo Phong Ấn (外道封印, Gedō Fūin), một loại Văn Lực được lưu truyền trong nội bộ tộc Shiba. Chính vì lẽ đó, cô phải sống ẩn dật trong khi Takeru đóng vai kagemusha để lũ Gedoushu không biết về cô. Mệt mỏi với việc phải ẩn mình mà sống, cô đã thuần thục Mẫu Tự Phong Ấn để đánh bại Gedoushu và xuất hiện. Dù cô là một người rất tốt bụng và dễ hợp tác, Kaoru đã không ngờ đến sự tận tụy mà những người chư hầu dành cho Takeru; và khi cô bị trọng thuơng sau khi sử dụng Mẫu Tự Phong Ấn thất bại, cô nhận nuôi Takeru và cho anh quyền lãnh đạo Shinkenger đánh bại Gedoushu. Cô cũng xuất hiện trở lại trong Tensou Sentai Goseiger vs. Shinkenger: Epic on Ginmaku, kết hợp Văn Lực của mình với Gosei Power của Alata để tạo ra Kaentornado Card, dùng để cứu Takeru khỏi hình thái Gedou Shinken Red, và cho phép các Shinkenger hóa thân thành hình thái Super Shinkenger.

Tuơng tự như Takeru, Kaoru cũng là Hỏa Kiếm Sĩ và có khả năng hóa thân thành Shinken Red, thường được gọi là Princess Shinken Red (姫シンケンレッド, Hime Shinken Reddo) để phân biệt với hình thái Shinken Red của Takeru, và sử dụng Ấn Lung Hoàn để hóa thân thành Super Shinken Red. Quá trình luyện tập bí mật của cô cũng cho phép cô dễ dàng thích nghi với toàn bộ trang bị mà các chiến binh đã dùng trước khi cô xuất hiện.

## Dụng cụ
- Shodo Phone (Điện thoại thư đạo) (ショドウフォン Shodō Fon?)
- Shinken-maru (シンケンマル (Chân Kiếm Hoàn)?)
  - Rekka Daizantō (烈火大斬刀 (Liệt Hoả Đại Trảm Đao)?)
  - Water Arrow (ウォーターアロー (Thủy Tiễn) Wōtā Arō?)
  - Heaven Fan (ヘブンファン (Thiên Phiến) Hebun Fan?)
  - Wood Spear (ウッドスピア (Mộc Thương) Uddo Supia?)
  - Land Slicer (ランドスライサー (Thổ Thái Đao) Rando Suraisā?)
- Sushi Changer (スシチェンジャー Sushi Chenjā?)
- Sakana-maru (サカナマル (Ngư Hoàn)?)
- Hiden Disk (秘伝ディスク (Bí truyền Disk) Hiden Disuku?)
- Inrou-maru (インロウマル (Ấn Lung Hoàn)?)
- Mōgyū Bazooka (モウギュウバズーカ (Mãnh Ngưu Công Pháo) Mōgyū Bazūka?)

## Gedoushu
Gedoushu (外道衆, Gedōshū, Ngoại Đạo Chúng) là nhóm những linh hồn tà ác sống trong 1 chiếc thuyền cũ kĩ trên dòng sông Sanzu (三途の川, Tam Đồ Xuyên). Bọn chúng tấn công loài người để mực nước sông dâng lên tận thế giới loài người, khi đó chúng sẽ tàn phá và chiếm lấy nhân gian. Tuy trước đây Gedoushu từng nhiều lần bị đánh bại bởi 17 thế hệ Shinkenger trước đó, nhưng giờ đây, chúng đã thức tỉnh và tiếp tục quấy nhiễu sự bình yên của nhân loại.

## Các tập
Các tập phim của Shinkenger được gọi chung là "Màn" (幕, Maku, mạc)
1. Năm kiếm sĩ xuất hiện (伊達姿五侍 (Y Đạt Tư ngũ Thị) Date Sugata Go Samurai?)
2. Cách thức hợp thể (極付粋合体 (極副粹合體) (Cực phụ tuý hợp thể) Kiwametsuki Ikina Gattai?)
3. Kỹ năng đương đầu trận chiến (腕退治腕比 (Uyển thoái trị uyển tỉ) Udetaiji Udekurabe?)
4. Đêm nước mắt như dòng sông (夜話情涙川 (Dạ thoại tình lệ xuyên) Yowanasake Namidagawa?)
5. Chiết Thần Bọ cánh cứng (兜折神 (Đâu Chiết Thần) Kabuto Origami?)
6. Vua ác miệng (悪口王 (Ác Khẩu Vương) Waruguchiō?)
7. Đi câu Cá Kiếm (舵木一本釣 (Đà Mộc nhất bản điếu) Kajiki Ippontsuri?)
8. Cô dâu mất tích (花嫁神隠 (華嫁神隠) (Hoa giá thần ẩn) Hanayome Kamikakushi?)
9. Cuộc nổi loạn của Hổ (虎反抗期 (Hổ phản kháng kỳ) Tora no Hankōki?)
10. Hợp thể bay (大天空合体 (大天空合體) (Đại Thiên Không Hợp thể) Daitenkū Gattai?)
11. Cuộc đấu tay ba (三巴大騒動 (Tam ba đại tao động) Mitsudomoe Ōsōdō?)
12. Lần đầu Siêu Kiếm Sĩ Hợp thể (史上初超侍合体 (史上初超侍合體) (Sử thượng sơ Siêu Thị Hợp thể) Shijō Hatsu Chō Samurai Gattai?)
13. Những giọt nước mắt não nề (重泣声 (重泣聲) (Trọng khấp thanh) Omoi Nakigoe?)
14. Kiếm sĩ nước ngoài (異国侍 (異國侍) (Di quốc Thị) Ikoku no Samurai?)
15. Bắt lấy kẻ giả mạo (偽物本物大捕物 (Nguỵ vật bản nguỵ đại bổ vật) Nisemono Honmono Ōtorimono?)
16. Sức Mạnh của các Kuroko (黒子力 (Hắc tử lực) Kuroko no Chikara?)
17. Sushi Samurai (寿司侍 (壽司侍) (Thọ tư Thị) Sushi Samurai?)
18. Bước tới danh hiệu Samurai (侍襲名 (Thị tập danh) Samurai Shūmei?)
19. Tâm ý học làm Samurai (侍心手習中 (Thị tâm thủ tập trung) Samuraigokoro Tenaraichū?)
20. Chiết Thần Tôm càng biến hóa (海老折神変化 (Hải Lão Chiết Thần Biến hóa) Ebi Origami Henge?)
21. Cha con nhà Gấu (親子熊 (Thân tử hùng) Oyakoguma?)
22. Thiếu chủ làm Quản gia (殿執事 (Điện Chấp sự) Tono Shitsuji?)
23. Gedoushu hoành hành (暴走外道衆 (Bạo tẩu Ngoại đạo chúng) Bōsō Gedōshū?)
24. Chân Kiếm Sĩ Hợp thể (真侍合体 (真侍合體) (Chân Thị Hợp thể) Shin Samurai Gattai?)
25. Cõi Mộng (夢世界 (Mộng Thế giới) Yume Sekai?)
26. Trận chiến Đỉnh cao (決戦大一番 (決戰大一番) (Quyết chiến đệ nhất phiên) Kessen Ōichiban?)
27. Sự sống hoán đổi (入替人生 (Nhập thế nhân sinh) Irekae Jinsei?)
28. Chiến sĩ Lồng Đèn Giấy (提灯侍 (Đề đăng Thị) Chōchin Samurai?)
29. Đèn Lồng bỏ nhà đi (家出提灯 (Gia xuất Đề đăng) Iede Chōchin?)
30. Trường học bị thao túng (操学園 (操學園) (Thao Học viện) Ayatsuri Gakuen?)
31. Chiết Thần Khủng Long (恐竜折神 (恐龍折神) (Khủng Long Chiết Thần) Kyōryū Origami?)
32. Ngưu Chiết Thần (牛折神 (Ngưu Chiết Thần) Ushi Origami?)
33. Mãnh Ngưu Đại Vương (猛牛大王 (Mãnh Ngưu Đại Vương) Mōgyūdaiō?)
34. Tấm lòng cha mẹ (親心娘心 (Thân tâm, nương tâm) Oyagokoro Musumegokoro?)
35. Hợp thể toàn bộ 11 Chiết Thần (十一折神全合体 (十一折神全合體) (Thập Nhất Chiết Thần Toàn Hợp thể) Jūichi Origami Zen Gattai?)
36. Kiếm sĩ Cà-ri (加哩侍 (Gia lý Thị) Karē Samurai?)
37. Cuộc chiến với Keo dính (接着大作戦 (接著大作戰) (Tiếp trứ Đại tác chiến) Setchaku Daisakusen?)
38. Đối đầu đoàn Xạ Kích (対決鉄砲隊 (對決鐵砲隊) (Đối quyết Thiết pháo đội) Taiketsu Teppōtai?)
39. Cứu trợ, nguy hiểm, đại khẩn cấp (救急緊急大至急 (Cứu cấp, khẩn cấp đại chí cấp) Kyūkyū Kinkyū Daishikyū?)
40. Huyết Tế xuất trận (御大将出陣 (御大將出陣) (Ngự đại tướng xuất trận) Ontaishō Shutsujin?)
41. Lời chúc (贈言葉 (Tặng ngôn diệp) Okuru Kotoba?)
42. Tham vọng 200 năm (二百年野望 (Nhị bách niên dã vọng) Nihyakunen no Yabō?)
43. Nhát Kiếm cuối cùng (最後一太刀 (Tối hậu nhất Thái đao) Saigo no Hitotachi?)
44. Tộc Trưởng Shiba thứ 18 (志葉家十八代目当主 (志葉家十八代目當主) (Chí Diệp gia Thập bát đại mục Đương chủ) Shiba Ke Jūhachidaime Tōshu?)
45. Thế Thân (影武者 (Ảnh Võ giả) Kagemusha?)
46. Quyết chiến sống còn (激突大勝負 (Kích đột Đại thắng phụ) Gekitotsu Ōshōbu?)
47. Sự Gắn Kết (絆 (Bạn) Kizuna?)
48. Trận quyết chiến cuối cùng (最後大決戦 (最後大決戰) (Tối hậu Đại quyết chiến) Saigo no Daikessen?)
49. Chiến đội Samurai vĩnh cửu (侍戦隊永遠 (侍戰隊永遠) (Thị Chiến đội vĩnh viễn) Samurai Sentai eien'ni?)

## Phim

### Samurai Sentai Shinkenger: The Fateful War
Bộ phim về Samurai Sentai Shinkenger: Trận chiến định mệnh (侍戦隊シンケンジャー銀幕版　天下分け目の戦 (侍戰隊シンケンジャー銀幕版　天下分け目の戰) (Thị Chiến đội Chân kiếm giả Ngân mạc bản: Thiên hạ phân mục chi chiến) Samurai Sentai Shinkenjā Ginmakuban Tenkawakeme no Tatakai) sẽ trình chiếu ở các rạp ở Nhật Bản 8 tháng 8 năm 2009, cùng lúc với phim về Kamen Rider Decade.

## DVD đặc biệt
Samurai Sentai Shinkenger: Sự chuyển hóa bất ngờ của Samurai ánh sáng (侍戦隊シンケンジャー光侍驚変身 (侍戰隊シンケンジャー光侍驚変身) (Thị Chiến đội Chân kiếm giả Quang Thị Kinh biến thân) Samurai Sentai Shinkenjā Hikari no Samurai Odoroki Henshin)

## V-Cinema
Vào 21 tháng 6, 2010, V-Cinema phát hành Sự trở lại của Samurai Sentai Shinkenger: Tập đặc biệt (帰ってきた侍戦隊シンケンジャー 特別幕 (歸ってきた侍戰隊シンケンジャー 特別幕) (Quy hồi Thị Chiến đội Chân kiếm giả: Đặc biệt mạc) Kaettekita Samurai Sentai Shinkenjā: Tokubetsu Maku). Câu chuyện kể về một thành viên còn sống sót của Gedoushu tên là Demebakuto (デメバクト). Sáu samurai phải tập hợp vượt qua con đường nối liền các chiều không gian, tập hợp lại để đánh bại hắn. Câu chuyện cũng có sự tham gia của Michael Tomioka (マイケル富岡 Maikeru Tomioka) trong vai tên là Ginshirō (銀志郎 (Ngân Chí Lang)).

## Diễn viên
- Dẫn truyện: Miyata Hironori (宮田 浩徳?)
- Shiba Takeru/Shinken Red: Matsuzaka Tori (松坂 桃李?)
- Ikenami Ryunosuke/Shinken Blue: Aiba Hiroki (相葉 弘樹?)
- Shiraishi Mako/Shinken Pink: Takanashi Rin (高梨 臨?)
- Tani Chiaki/Shinken Green: Suzuki Shōgo (鈴木 勝吾?)
- Hanaori Kotoha/Shinken Yellow: Morita Suzuka (森田 涼花?)
- Umemori Genta/Shinken Gold: Sohma Keisuke (相馬 圭祐?)
- Kusakabe Hikoma: Ibuki Gorō (伊吹 吾郎?)
- Shiba Kaoru/Shinken Red: Runa Natsui (夏居 瑠奈?)
- Fuwa Juzo: Karahashi Mitsuru (唐橋 充?)
- Chimatsuri Doukoku: Nishi Rintarō (西 凛太朗? Voice)
- Usukawa Dayu: Romi Park (朴 璐美 Paku Romi?, Voice)
- Shitari Bony: Chō (チョー Chō?, Voice)

### Đóng thế
- Shinken Red, Shinken-Oh: Fukuzawa Hirofumi (福沢 博文?)
- Shinken Blue: Oshikawa Yoshifumi (押川 善文?)
- Shinken Pink: Hitomi Sanae (人見 早苗?)
- Shinken Green: Takeuchi Yasuhiro (竹内 康博?)
- Shinken Yellow: Hashiguchi Miwa (橋口 未和?)
- Shinken Gold: Okamoto Jiro (岡元次郎?)
- Chimatsuri Doukoku: Kusaka Hideaki (日下 秀昭?)
- Shitari Bony: Hachisuka Yūichi (蜂須賀 祐一?)
- Usukawa Dayu: Ōbayashi Masaru (大林 勝?)
- Fuwa Juzo: Seike Riichi (清家 利一?)

## Ca khúc
Đầu
- "Samurai Sentai Shinkenger" (侍戦隊シンケンジャー (侍戰隊シンケンジャー) (Thị Chiến đội Chân kiếm giả) Samurai Sentai Shinkenjā?)
  - Lời: Fujibayashi Shoko
  - Sáng tác: YOFFY
  - Soạn nhạc: Project.R (Ōishi Kenichiro & Psychic Lover)
  - Trình bày: Psychic Lover (Project.R)[3]

Cuối
- "Mơ cả ngày đêm,Siêu nhân thần kiếm!" (四六時夢中,シンケンジャー! (Tứ lục thời mộng trung Chân kiếm giả) Shirokujimuchū Shinkenjā!?)
  - Lời: Fujibayashi Shoko
  - Sáng tác: Takatori Hideaki
  - Soạn nhạc: Project.R (Kagoshima Hiroaki)
  - Trình bày: Takatori Hideaki (Project.R)[3]

Xen kẽ
- "Chiến đấu đi ! Shinkenger" (斗え！シンケンジャー (鬥え！シンケンジャー) (Đấu! Chân kiếm giả) Tatakae! Shinkenjā?) trình bày bởi Takatori Hideaki (Project.R)[4]
- "Samurai Gattai! Shinkenoh!" (侍合体！シンケンオー！ (侍合體！シンケンオー！) (Thị Hợp thể! Chân kiếm Vương!) Samurai Gattai! Shinken'ō!?) trình bày bởi Kushida Akira[4]

Bài hát mở đầu và kết thúc của Shinkenger được trình bày bởi Psychic Lover và Hideaki Takaori, 2 thành viên của nhóm Project.R. Shinkenger là series thứ 2 (sau Bakuryuu Sentai Abaranger) có nhạc mở đầu ngay trong cảnh chiến đấu đầu phim.